# York University
York University (YU) er et anset universitet i Toronto, Ontario, Canada. Grundlagt i 1959. I dag (2010) har universitetet ca. 54.000 studerende.